# Георги Атанасов (политик)
Вижте пояснителната страница за други личности с името Георги Атанасов.
Георги Иванов Атанасов е български политик от Българската комунистическа партия (БКП), министър-председател в 78-ото правителство на България и член на Политбюро на ЦК на БКП от 1986 до 1990 г. Умира на 31 март 2022 г. на 88-годишна възраст.

## Биография

### Произход, образование и работа
Роден е в село Православен, Борисовградско, на 25 юли 1933 г. От 1947 г. е член на комунистическия Работнически младежки съюз, а от 1956 г. – на Българската комунистическа партия. През същата година той завършва История в Софийския университет „Климент Охридски“ (СУ). През следващите години заема различни постове в номенклатурата на Димитровския комунистически младежки съюз, като оглавява организацията от 1965 до 1968 г. След това е в апарата на Централния комитет на БКП – ръководи отделите „Наука и образование“ (1968 – 1976), „Деловодство“ (1976 – 1977) и „Организационен“.

### Политическа кариера
Между 1962 и 1966 г. е кандидат-член на ЦК на БКП, а от 1966 до 1990 г. е член на ЦК на БКП. Първи заместник-председател на Държавния комитет за планиране. От 1977 до 1986 г. Атанасов е секретар на ЦК на БКП отговарящ за организационните въпроси и отдел „Организационен“ на БКП като по този начин се нарежда като втори човек в йерархията на БКП след Тодор Живков, а от 1981 до 1986 г. е и заместник-председател на Държавния съвет и председател на Комитета за държавен и народен контрол с ранг на министър в правителството на Гриша Филипов. В началото на 1985 година е част от специална временна комисия от висши функционери, която координира т.нар. Възродителен процес.
През март 1986 г. заменя Гриша Филипов като председател на Министерския съвет, а по-късно същата година оглавява и 78-ото правителство на България.
Награден е с ордените „Георги Димитров“ и „13 века България“.

### След политически години
През 1990 г. Георги Атанасов е освободен от всички постове в преименуваната Българска социалистическа партия. През 1992 г. е осъден на 10 години затвор за финансови злоупотреби, но е помилван от президента Желю Желев през 1994 г. по здравословни причини.. След смъртта на Димитър Попов на 5 декември 2015 г. Георги Атанасов се превръща в най-възрастния жив бивш министър-председател на България. Той е и последният жив министър-председател преди 10 ноември 1989 г.

## Личен живот
Атанасов умира на 88-годишна възраст, на 31 март 2022 г.
От 5 декември 2015 г. до смъртта си Атанасов е най-възрастният жив бивш министър-председател на България, а след смъртта на Тодор Живков на 5 август 1998 г. – и последният жив премиер от социалистическия режим преди 1989 г. Освен това от 25 юни 2020 г. е най-дълго живелият министър-председател от социалистическия режим до 1989 г., надживявайки Антон Югов (86 години и 335 дни), а три дни по-рано на 22 юни 2020 г. – и Тодор Живков (86 години и 332 дни). На възраст от 88 години и 249 дни Георги Атанасов е вторият най-дълго живял министър-председател на България. Единствено Стоян Данев е живял по-дълго (91 години и 183 дни).

## Награди
- – Орден Георги Димитров (1983)
- – Орден "13 века България (1984)
- – Орден „Октомврийска революция“(СССР)
- Орден Клемент Готвалд (Чехословашка социалистическа република)
- Орден Карл Маркс (ГДР)
- Орден Междуречие (Ирак)